# Catagramma pyracmonides
Catagramma pyracmonides är en fjärilsart som beskrevs av Johannes Karl Max Röber. Catagramma pyracmonides ingår i släktet Catagramma och familjen praktfjärilar. Inga underarter finns listade i Catalogue of Life.